# Monte Afrodisio
El monte Afrodisio (en griego Αφροδίσιο) es una montaña en el Peloponeso en la frontera entre las prefecturas de Acaya y Arcadia, en Grecia. El pico más alto se conoce como Mavri Vrisi y alcanza una altitud de 1.445 metros, y se encuentra entre el pueblo ahora abandonado de Dehouni del antiguo distrito de Kalávrita y Kontovázaina de la antigua provincia de Gortynía.
La montaña debe su nombre a la diosa olímpica Afrodita, que fue adorada en el área bajo el nombre local de Erikini. Las ruinas de un santuario de la diosa se encuentran cerca de uno de los picos de las montañas, a unos 4 km al noreste de Kontovazáina. Sus ruinas fueron descubiertas en 1967, justo debajo de la cima de la montaña, cerca de la posterior iglesia de Ágios Pétros.
El monte está cubierto principalmente por acebos y vegetación baja, a excepción de sus laderas del noreste, cerca del pueblo de Nasia, donde se extiende un pequeño bosque compuesto principalmente de castaños, robles y cornos antiguos, llamado bosque de Barbus. En la misma área, a unos 3 km al oeste del pueblo de Dafne, en las afueras de Korakofolia, en el extremo este de Afrodisio, domina el monasterio bizantino para mujeres de Evangelistria, que es un punto de referencia y un importante monumento histórico-religioso en el área.